# 红金耳环
红金耳环（学名：Asarum petelotii）是马兜铃科细辛属的植物。分布于越南以及中国大陆的云南等地，生长于海拔1,100米至1,700米的地区，多生在林下阴湿地，目前尚未由人工引种栽培。